# Maximilian Schlagintweit
Maximilian August Rudolf Thomas Schlagintweit (* 13. November 1849; † 17. April 1935) war ein bayerischer Oberst, Kolonialist, Schriftsteller und Gründungsmitglied der Geographischen Gesellschaft München.

## Leben

### Herkunft und Familie
Max war ein Sohn des Münchner Augenarztes Joseph Schlagintweit aus seiner dritten Ehe mit Johanna Prentner (1813–1891). Seine Geschwister waren Louis, Jolanda, Maria, Albrecht und Anna Schlagintweit. Seine Halbbrüder waren die Gebrüder Schlagintweit. Er heiratete Lina Sedlmayr und bekam mit ihr vier Kinder, nämlich den im Januar 1918 gefallenen Leutnant Hugo Schlagintweit, den Leutnant und Geologen Otto Schlagintweit, den Oberarzt Erwin Schlagintweit und Clotilde Neureuther, welche mit dem Kapitänleutnant der Kaiserlichen Marine und spätere Kapitän zur See der Kriegsmarine, Karl Neureuther, verheiratet war.

### Karriere
Schlagintweit trat 1868 als Offiziersaspirant in das Königlich Bayerische 2. Fußartillerie-Regiment ein. 1869 wurde er zum Sekondeleutnant ernannt. Er wechselte am 31. August 1872 in das Königlich Bayerische 3. Feldartillerie-Regiment „Prinz Leopold“. Schlagintweit wurde 1875 an die Bayerische Kriegsakademie verordnet und schloss diese 1878 mit Eignung für Höhere Adjutantur, Lehrfach (Militär-Geographie) ab. Er besuchte im Anschluss gemeinsam mit Professor Eugen Oberhummer im Herbst 1897 Anatolien. 1879 diente er als Premier-Leutnant im Königlich Bayerischen 1. Fußartillerie-Regiment „vakant Bothmer“. 1882 diente er als Lehrer für Waffenlehre an der bayerischen Kriegsschule. 1884 wurde er zum Hauptmann befördert. 1894 diente er als Major und Vorstand des Artillerie-Depots in München. Von 1894 bis 1895 wirkte er im Großen Generalstab der preußischen Armee. Bis 1899 nahm er dann seinen Abschied aus der bayerischen Armee.
Im Ruhestand betätige er sich in der Deutschen Kolonialgesellschaft und wurde dort Vorstandsmitglied. Für seine Verdienste wurde er 1906 von dem belgischen König Leopold II. zum Offizier des Orden Leopolds II. ernannt. Er stiftete eine Gedenktafel, welche im Juli 1906 auf der Festung Kufstein enthüllt wurde. 1907 wurde er wegen seiner Verdienste für seine Arbeit zur Geographie und Wirtschaftspolitik von Vorderasien mit dem Osmanié-Orden III. Klasse ausgezeichnet. Er erhielt am 22. Januar 1909 den Charakter eines Oberstleutnant. Er hielt 1913 eine Ansprache zur feierlichen Enthüllung einer Gedenktafel der im Ausland gestorbenen Angehörigen der Schutztruppe und der Kaiserlichen Marine.
Schlagintweit wurde während des Ersten Weltkrieges reaktiviert, 1917 mit dem Charakter eines Oberst ausgezeichnet, aber nicht an der Front verwendet. 1925 argumentierte er in einem Artikel, dass Mount Everest und K2 wieder nach ihren alten Namen benannt werden sollten. Zu seinem 80. Geburtstag beglückwünschte ihn auch Reichspräsident Paul von Hindenburg.

## Werke
- Deutsches und Französisches Befestigungswesen seit dem Kriege 1870/71. Jahrbücher für die deutsche Armee und Marine, 1879
- Militärische Alpenübergänge. Vortrag, 1880[17]
- Reise in Klein-Asien, 1898
- Der Kongostaat: Und Die Anklagen Gegen Denselben. Vortrag, 1905
- Afrikanische Kolonialbahnen: Verkehrswege und Verkehrsprojekte. Piloty & Loehle, 1907